# Gilliesia
Gilliesia là chi thực vật có hoa trong họ Amaryllidaceae.